# 24 часа (фильм, 2000)
«24 часа» — российский кинофильм 2000 года.

## Сюжет
Профессиональный убийца Феликс, по прозвищу Бриллиант, сотрудничает с «профсоюзом киллеров». Последний заказ сделан вором в законе Костой.
Некоторое время спустя хозяин «Нефтяника» Галим через посредников предупреждает Феликса, чтобы тот отказался от заказа.
Несмотря на предупреждение, Феликс выполняет заказ, и с этого момента начинается полная интриги игра, где охотник становится дичью. Теперь тот посредник, который не смог выполнить наказ Галима «сохранить жизнь его человеку», получает предупреждение: «24 часа, Лёва, иначе зарою под землю на три метра и поставлю памятник Дзержинскому». В тюрьме Бриллиант надолго не задерживается, он бежит из одиночной камеры вместе с охранником. Но Феликсу сразу же приходится убедиться, что предупреждение было слишком серьёзным…
По содержанию «душевных» бесед Феликса с Зондером, осведомлённости Льва Шаламова и обещанию Галима «поставить памятник», становится ясно что, скорее всего, они вместе служили в профсоюзе киллеров.
Побегом из тюрьмы начинается смертельно опасная погоня. Всего 24 часа есть у Феликса, чтобы добраться до заветной цели — далекого теплого острова, где ждет его любимая женщина и деньги, полученные за последний заказ. Всего 24 часа дано братьям Шаламовым, чтобы убрать Феликса. И если младший брат в паузах между дозами кокаина не сразу осознает, насколько опасна эта погоня, то старший прекрасно понимает, что после этого задания они могут никогда уже не вернуться в уютный загородный дом…
Музыкальное сопровождение фильма: группа «Моральный кодекс».

## В ролях
| Актёр                 | Роль                     |
| --------------------- | ------------------------ |
| Максим Суханов        | Феликс                   |
| Андрей Панин          | Лёва Шаламов             |
| Георгий Тараторкин    | «Генерал»                |
| Михаил Козаков        | Коста                    |
| Александр Атанесян    | Галим Ильязович          |
| Игорь Старыгин        | адвокат Косарев          |
| Александр Тютин       | Зондер                   |
| Андрей Чернышов       | Умар                     |
| Юрий Сысоев           | Тунгус                   |
| Давид Тетруашвили     | Анзор                    |
| Александр Балабушевич | Паша                     |
| Сергей Новиков        | Гарик Шаламов            |
| Юрий Петров           | человек из «профсоюза»   |
| Владимир Ерёмин       | Верник                   |
| Александр Наумов      | Олег Сотник              |
| Ирина Дмитракова      | Аня                      |
| Дмитрий Мухамадеев    | сержант                  |
| Дмитрий Дюжев         | сержант охраны СИЗО      |
| Михаил Петровский     | компьютерщик «профсоюза» |
| Наталья Рогожкина     | Люся                     |
| Татьяна Самойлова     | мама братьев Шаламовых   |
| Владимир Ляховицкий   | Латыпов                  |

## Съёмочная группа
- Автор сценария: Наталья Корецкая
- Режиссёр: Александр Атанесян
- Операторы: Алексей Родионов и Маша Соловьева
- Художник: Виктор Петров

## Награды и номинации
- 2000 — Первое место в конкурсе «Выборгский счёт» на кинофестивале «Окно в Европу» — Александр Атанесян[1]
- 2000 — Премия «Золотой овен» за лучший режиссёрский дебют — Александр Атанесян[2][3]
- 2000 — Номинация на «Золотую розу» кинофестиваля «Кинотавр» — Александр Атанесян[4]